# جلين ساليسبري
كان جلين ويد ساليسبري (1910-1994) عالم أحياء إنجابية زراعي أمريكيًا وكان شخصية بارزة في الترويج لاستخدام التلقيح الصناعي في أبقار الألبان لتعظيم استخدام الجينات الأبوية المتفوقة.